# Сонали (Нуринський район)
Сонали́ (каз. Соналы) — село у складі Нуринського району Карагандинської області Казахстану. Адміністративний центр та єдиний населений пункт Соналинського сільського округу.
Населення — 122 особи (2021; 219 у 2009, 409 у 1999, 772 у 1989).
Національний склад станом на 1989 рік:
- казахи — 79 %.